# Remmius Palaemon
Quintus Remmius Palaemon, död före 76 e.Kr., var en romersk grammatiker från Vicenza.
Remmius höll som frigiven slav en grammatisk skola i Rom, som under Tiberius och Claudius åtnjöt stort anseende. På Vergilius och Horatius språk byggde han ett nytt grammatiskt system, som blev det förhärskande under århundraden. Bland hans lärjungar märks retorn Quintilianus och skalden Persius Flaccus.